# Buenavista (Quindío)
Buenavista is een gemeente in het Colombiaanse departement Quindío. De gemeente, gesticht op 4 maart 1933, telt 2954 inwoners (2005). In Buenavista wordt veel bamboe en kaal knopkruid geproduceerd.
Armenia · Buenavista · Calarcá · Circasia · Córdoba · La Tebaida · Montenegro · Filandia · Génova · Pijao · Salento · Quimbaya